# Тафтаназ (аэродром)
1. перенаправление Афис (аэродром)